# Fleckerl

Para wykonująca obroty

Fleckerl (z niemieckiego "mała plamka") – krok taneczny, występujący najczęściej w walcu wiedeńskim, który nie tańczy się wzdłuż parkietu tanecznego, ale na jego środku, w jednym miejscu. Pierwotnie został wykonany przez Jonathana Crossleya i Lyn Marriner.
Fleckerl może być tańczony zgodnie ze wskazówkami zegara lub na odwrót (w prawo lub w lewo), często rozpoczynany jest figurą zwaną contra checkiem, składa się ona z sześciu kroków. Partner krzyżuje swoją lewą stopę przed prawą za dwoma pierwszymi razami, a za trzecim krzyżuje je z tyłu.  Fleckerl w prawo i w lewo często połączony jest obrotem w prawo. Rozliczenie figury to 123 123.
Para taneczna, aby zatańczyć fleckerl, przemieszcza się w walcu wiedeńskim na środek parkietu, podczas gdy wszystkie inne figury tego tańca wykonywane są wokół niego.